# Llista de muntanyes del Perú

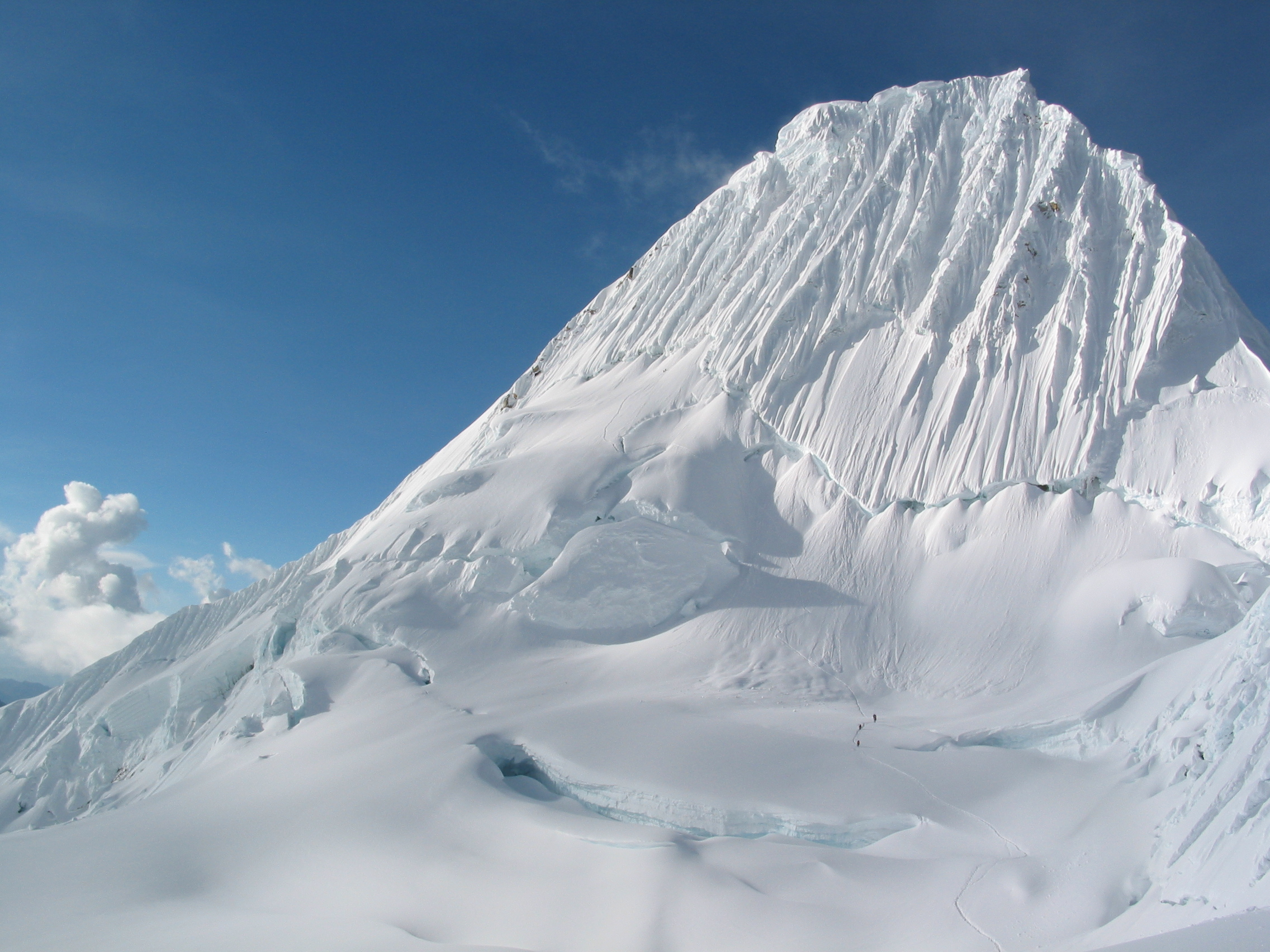
Alpamayo

La Serralada dels Andes travessa el Perú de nord a sud, modelant la seva geografia i, amb ella, el seu paisatge, d'acord amb l'altitud i la latitud. Als Andes peruans es troben alguns dels cims més elevats del continent americà, entre elles destaquen l'Huascarán (6.768 msnm), la muntanya més alta del Perú i de tota la zona tropical del Món; el Yerupajá (6.634 msnm), el major cim de la gran Conca amazònica; i l'Alpamayo (5.947 msnm), considerada com la muntanya més bella del món en un concurs realitzat a Alemanya el 1960.
La següent és una llista amb les cent muntanyes més altes del Perú. L'altitud, així com la posició geogràfica atorgada a cada muntanya és la que estableix l'Instituto Geográfico Nacional del Perú.

## Llista
| Pos. | Altitud (m) | Nom             | Serralada                | Coordenades                                          | Ubicació                 |
| ---- | ----------- | --------------- | ------------------------ | ---------------------------------------------------- | ------------------------ |
| 1    | 6.768       | Huascarán       | Cordillera Blanca        | 09° 07′ 13″ S, 77° 36′ 14″ O / 9.12028°S,77.60389°O  | Departamento de Ancash   |
| 2    | 6.634       | Yerupajá        | Cordillera Huayhuash     | 10° 16′ 08″ S, 76° 54′ 19″ O / 10.26889°S,76.90528°O | Departamento de Huánuco  |
| 3    | 6.425       | Coropuna        | Cordillera de Ampato     | 15° 31′ 00″ S, 72° 39′ 00″ O / 15.51667°S,72.65000°O | Departamento de Arequipa |
| 4    | 6.395       | Huandoy         | Cordillera Blanca        | 09° 30′ 53″ S, 77° 18′ 37″ O / 9.51472°S,77.31028°O  | Departamento de Ancash   |
| 5    | 6.372       | Ausangate       | Cordillera de Vilcanota  | 13° 47′ 18″ S, 71° 13′ 40″ O / 13.78833°S,71.22778°O | Departamento de Cusco    |
| 6    | 6.369       | Huantsan        | Cordillera Blanca        | 09° 30′ 53″ S, 77° 18′ 37″ O / 9.51472°S,77.31028°O  | Departamento de Ancash   |
| 7    | 6.354       | Chopicalqui     | Cordillera Blanca        | 09° 05′ 12″ S, 77° 34′ 26″ O / 9.08667°S,77.57389°O  | Departamento de Ancash   |
| 8    | 6.344       | Siula Grande    | Cordillera Huayhuash     | 10° 17′ 41″ S, 76° 53′ 28″ O / 10.29472°S,76.89111°O | Departamento de Huánuco  |
| 9    | 6.309       | Chinchey        | Cordillera Blanca        | 09° 22′ 47″ S, 77° 19′ 33″ O / 9.37972°S,77.32583°O  | Departamento de Ancash   |
| 10   | 6.300       | Taulliraju      | Cordillera Blanca        | 08° 53′ 38″ S, 77° 34′ 40″ O / 8.89389°S,77.57778°O  | Departamento de Ancash   |
| 11   | 6.288       | Ampato          | Cordillera de Ampato     | 15° 49′ 18″ S, 71° 52′ 45″ O / 15.82167°S,71.87917°O | Departamento de Arequipa |
| 12   | 6.274       | Palcaraju       | Cordillera Blanca        | 09° 22′ 05″ S, 77° 22′ 13″ O / 9.36806°S,77.37028°O  | Departamento de Ancash   |
| 13   | 6.271       | Salcantay       | Cordillera de Vilcabamba | 13° 20′ 01″ S, 72° 32′ 42″ O / 13.33361°S,72.54500°O | Departamento de Cusco    |
| 14   | 6.241       | Santa Cruz      | Cordillera Blanca        | 08° 53′ 39″ S, 77° 42′ 30″ O / 8.89417°S,77.70833°O  | Departamento de Ancash   |
| 15   | 6.188       | Copa            | Cordillera Blanca        | 09° 16′ 11″ S, 77° 28′ 53″ O / 9.26972°S,77.48139°O  | Departamento de Ancash   |
| 16   | 6.162       | Ranrapalca      | Cordillera Blanca        | 09° 24′ 42″ S, 77° 24′ 59″ O / 9.41167°S,77.41639°O  | Departamento de Ancash   |
| 17   | 6.156       | Pucaranra       | Cordillera Blanca        | 09° 23′ 20″ S, 77° 21′ 03″ O / 9.38889°S,77.35083°O  | Departamento de Ancash   |
| 18   | 6.127       | Sarapo          | Cordillera Huayhuash     | 10° 18′ 16″ S, 76° 53′ 40″ O / 10.30444°S,76.89444°O | Departamento de Huánuco  |
| 19   | 6.122       | Hualcán         | Cordillera Blanca        | 09° 12′ 11″ S, 77° 31′ 05″ O / 9.20306°S,77.51806°O  | Departamento de Ancash   |
| 20   | 6.121       | Yerupajá Chico  | Cordillera Huayhuash     | 10° 15′ 08″ S, 76° 54′ 10″ O / 10.25222°S,76.90278°O | Departamento de Huánuco  |
| 21   | 6.110       | Callangate      | Cordillera de Vilcanota  | 13° 43′ 54″ S, 71° 09′ 33″ O / 13.73167°S,71.15917°O | Departamento de Cusco    |
| 22   | 6.108       | Chacraraju      | Cordillera Blanca        | 08° 59′ 38″ S, 77° 36′ 52″ O / 8.99389°S,77.61444°O  | Departamento de Ancash   |
| 23   | 6.106       | Chumpe          | Cordillera de Vilcanota  | 13° 43′ 32″ S, 71° 04′ 51″ O / 13.72556°S,71.08083°O | Departamento de Cusco    |
| 24   | 6.102       | Alcamarinayoc   | Cordillera de Vilcanota  | 13° 41′ 59″ S, 71° 05′ 41″ O / 13.69972°S,71.09472°O | Departamento de Cusco    |
| 25   | 6.094       | Jirishanca      | Cordillera Huayhuash     | 10° 14′ 14″ S, 76° 54′ 19″ O / 10.23722°S,76.90528°O | Departamento de Huánuco  |
| 26   | 6.093       | Jatunhuma       | Cordillera de Vilcanota  | 13° 44′ 42″ S, 71° 08′ 12″ O / 13.74500°S,71.13667°O | Departamento de Cusco    |
| 27   | 6.093       | Solimana        | Cordillera de Ampato     | 15° 24′ 36″ S, 72° 53′ 35″ O / 15.41000°S,72.89306°O | Departamento de Arequipa |
| 28   | 6.070       | Pumasillo       | Cordillera de Vilcabamba | 13° 14′ 56″ S, 72° 49′ 09″ O / 13.24889°S,72.81917°O | Departamento de Cusco    |
| 29   | 6.057       | Chachani        | Cordillera Volcánica     | 16° 11′ 41″ S, 71° 31′ 54″ O / 16.19472°S,71.53167°O | Departamento de Arequipa |
| 30   | 6.049       | Yayamari        | Cordillera de Vilcanota  | 13° 46′ 01″ S, 70° 58′ 55″ O / 13.76694°S,70.98194°O | Departamento de Cusco    |
| 31   | 6.046       | Pucajirca       | Cordillera Blanca        | 08° 51′ 16″ S, 77° 35′ 41″ O / 8.85444°S,77.59472°O  | Departamento de Ancash   |
| 32   | 6.044       | Chaupi Orco     | Cordillera de Apolobamba | 14° 39′ 22″ S, 69° 13′ 44″ O / 14.65611°S,69.22889°O | Departamento de Puno     |
| 33   | 6.036       | Contrahierbas   | Cordillera Blanca        | 09° 06′ 22″ S, 77° 29′ 25″ O / 9.10611°S,77.49028°O  | Departamento de Ancash   |
| 34   | 6.036       | Quitaraju       | Cordillera Blanca        | 08° 53′ 40″ S, 77° 39′ 46″ O / 8.89444°S,77.66278°O  | Departamento de Ancash   |
| 35   | 6.034       | Tocllaraju      | Cordillera Blanca        | 09° 20′ 52″ S, 77° 23′ 48″ O / 9.34778°S,77.39667°O  | Departamento de Ancash   |
| 36   | 6.025       | Artesonraju     | Cordillera Blanca        | 08° 57′ 04″ S, 77° 37′ 54″ O / 8.95111°S,77.63167°O  | Departamento de Ancash   |
| 37   | 6.025       | Caraz           | Cordillera Blanca        | 08° 58′ 04″ S, 77° 40′ 08″ O / 8.96778°S,77.66889°O  | Departamento de Ancash   |
| 38   | 6.025       | Hualca Hualca   | Cordillera de Ampato     | 15° 43′ 14″ S, 71° 51′ 36″ O / 15.72056°S,71.86000°O | Departamento de Arequipa |
| 39   | 6.014       | Rasac           | Cordillera Huayhuash     | 10° 16′ 31″ S, 76° 55′ 15″ O / 10.27528°S,76.92083°O | Departamento de Huánuco  |
| 40   | 6.000       | Sorapata        | Cordillera de Apolobamba | 14° 38′ 05″ S, 69° 13′ 48″ O / 14.63472°S,69.23000°O | Departamento de Puno     |
| 41   | 5.976       | Sabancaya       | Cordillera de Ampato     | 15° 47′ 18″ S, 71° 51′ 23″ O / 15.78833°S,71.85639°O | Departamento de Arequipa |
| 42   | 5.971       | Yanarangra      | Cordillera Blanca        | 08° 58′ 04″ S, 77° 40′ 08″ O / 8.96778°S,77.66889°O  | Departamento de Ancash   |
| 43   | 5.960       | Carnicero       | Cordillera Huayhuash     | 10° 18′ 31″ S, 76° 52′ 53″ O / 10.30861°S,76.88139°O | Departamento de Huánuco  |
| 44   | 5.960       | Pachanta        | Cordillera de Vilcanota  | 13° 44′ 36″ S, 71° 09′ 50″ O / 13.74333°S,71.16389°O | Departamento de Cusco    |
| 45   | 5.950       | Ccallangate     | Cordillera de Vilcanota  | 13° 42′ 36″ S, 71° 09′ 50″ O / 13.71000°S,71.16389°O | Departamento de Cusco    |
| 46   | 5.947       | Alpamayo        | Cordillera Blanca        | 08° 52′ 44″ S, 77° 39′ 10″ O / 8.87889°S,77.65278°O  | Departamento de Ancash   |
| 47   | 5.936       | Lasunayoc       | Cordillera de Vilcabamba | 13° 16′ 11″ S, 72° 47′ 40″ O / 13.26972°S,72.79444°O | Departamento de Cusco    |
| 48   | 5.918       | Sacsarayoc      | Cordillera de Vilcabamba | 13° 15′ 40″ S, 72° 48′ 58″ O / 13.26111°S,72.81611°O | Departamento de Cusco    |
| 49   | 5.910       | Soray           | Cordillera de Vilcabamba | 13° 21′ 39″ S, 72° 35′ 38″ O / 13.36083°S,72.59389°O | Departamento de Cusco    |
| 50   | 5.900       | Huila Aje       | Cordillera de Vilcanota  | 13° 47′ 05″ S, 70° 58′ 11″ O / 13.78472°S,70.96972°O | Departamento de Cusco    |
| 51   | 5.897       | Ticlla          | Cordillera Central       | 12° 15′ 33″ S, 75° 57′ 31″ O / 12.25917°S,75.95861°O | Departamento de Lima     |
| 52   | 5.888       | Ocshapalca      | Cordillera Blanca        | 09° 24′ 32″ S, 77° 26′ 05″ O / 9.40889°S,77.43472°O  | Departamento de Ancash   |
| 53   | 5.885       | Pirámide        | Cordillera Blanca        | 08° 58′ 31″ S, 77° 37′ 14″ O / 8.97528°S,77.62056°O  | Departamento de Ancash   |
| 54   | 5.875       | Ulta            | Cordillera Blanca        | 09° 08′ 54″ S, 77° 31′ 19″ O / 9.14833°S,77.52194°O  | Departamento de Ancash   |
| 55   | 5.852       | Ananea          | Cordillera de Apolobamba | 14° 36′ 45″ S, 69° 22′ 41″ O / 14.61250°S,69.37806°O | Departamento de Puno     |
| 56   | 5.852       | Japu Punta      | Cordillera de Vilcanota  | 13° 45′ 20″ S, 71° 00′ 18″ O / 13.75556°S,71.00500°O | Departamento de Cusco    |
| 57   | 5.850       | Aguja           | Cordillera Blanca        | 08° 58′ 28″ S, 77° 41′ 33″ O / 8.97444°S,77.69250°O  | Departamento de Ancash   |
| 58   | 5.849       | Rondoy          | Cordillera Huayhuash     | 10° 13′ 30″ S, 76° 54′ 58″ O / 10.22500°S,76.91611°O | Departamento de Huánuco  |
| 59   | 5.843       | San Juan        | Cordillera Blanca        | 09° 28′ 22″ S, 77° 19′ 34″ O / 9.47278°S,77.32611°O  | Departamento de Ancash   |
| 60   | 5.827       | Callejón        | Cordillera de Apolobamba | 14° 37′ 51″ S, 69° 24′ 04″ O / 14.63083°S,69.40111°O | Departamento de Puno     |
| 61   | 5.822       | Misti           | Cordillera Volcánica     | 16° 17′ 47″ S, 71° 24′ 38″ O / 16.29639°S,71.41056°O | Departamento de Arequipa |
| 62   | 5.818       | Sahuasiray      | Cordillera Urubamba      | 13° 12′ 50″ S, 71° 59′ 18″ O / 13.21389°S,71.98833°O | Departamento de Cusco    |
| 63   | 5.815       | Tutupaca        | Cordillera Barroso       | 17° 01′ 31″ S, 70° 22′ 16″ O / 17.02528°S,70.37111°O | Departamento de Tacna    |
| 64   | 5.812       | Jatunñaño       | Cordillera de Vilcanota  | 13° 45′ 06″ S, 71° 02′ 16″ O / 13.75167°S,71.03778°O | Departamento de Cusco    |
| 65   | 5.810       | Rinrihirca      | Cordillera Blanca        | 08° 53′ 14″ S, 77° 36′ 15″ O / 8.88722°S,77.60417°O  | Departamento de Ancash   |
| 66   | 5.808       | Mariposa        | Cordillera de Vilcanota  | 13° 47′ 09″ S, 71° 12′ 32″ O / 13.78583°S,71.20889°O | Departamento de Cusco    |
| 67   | 5.800       | Ninaparaco      | Cordillera de Vilcanota  | 13° 45′ 25″ S, 71° 07′ 07″ O / 13.75694°S,71.11861°O | Departamento de Cusco    |
| 68   | 5.787       | Tullparaju      | Cordillera Blanca        | 09° 24′ 10″ S, 77° 18′ 52″ O / 9.40278°S,77.31444°O  | Departamento de Ancash   |
| 69   | 5.785       | Abasraju        | Cordillera Blanca        | 08° 53′ 58″ S, 77° 40′ 56″ O / 8.89944°S,77.68222°O  | Departamento de Ancash   |
| 70   | 5.784       | Nocarane        | Cordillera Volcánica     | 16° 07′ 51″ S, 71° 32′ 18″ O / 16.13083°S,71.53833°O | Departamento de Arequipa |
| 71   | 5.780       | Allincapac      | Cordillera Carabaya      | 13° 54′ 28″ S, 70° 24′ 56″ O / 13.90778°S,70.41556°O | Departamento de Puno     |
| 72   | 5.780       | Condoriquiña    | Cordillera de Vilcanota  | 13° 49′ 35″ S, 70° 54′ 53″ O / 13.82639°S,70.91472°O | Departamento de Cusco    |
| 73   | 5.780       | Llongote        | Cordillera Central       | 12° 19′ 57″ S, 75° 56′ 59″ O / 12.33250°S,75.94972°O | Departamento de Lima     |
| 74   | 5.771       | Padreyoc        | Cordillera de Vilcabamba | 13° 22′ 40″ S, 72° 44′ 24″ O / 13.37778°S,72.74000°O | Departamento de Cusco    |
| 75   | 5.758       | Pariacaca       | Cordillera Central       | 11° 59′ 41″ S, 75° 59′ 35″ O / 11.99472°S,75.99306°O | Departamento de Lima     |
| 76   | 5.752       | Pisco           | Cordillera Blanca        | 09° 00′ 36″ S, 77° 37′ 57″ O / 9.01000°S,77.63250°O  | Departamento de Ancash   |
| 77   | 5.749       | Paccharaju      | Cordillera Blanca        | 09° 16′ 32″ S, 77° 25′ 55″ O / 9.27556°S,77.43194°O  | Departamento de Ancash   |
| 78   | 5.741       | Barroso         | Cordillera Barroso       | 17° 31′ 58″ S, 69° 51′ 35″ O / 17.53278°S,69.85972°O | Departamento de Tacna    |
| 79   | 5.735       | Champara        | Cordillera Blanca        | 08° 41′ 09″ S, 77° 47′ 22″ O / 8.68583°S,77.78944°O  | Departamento de Ancash   |
| 80   | 5.730       | Tunsho          | Cordillera Central       | 11° 53′ 37″ S, 75° 59′ 00″ O / 11.89361°S,75.98333°O | Departamento de Lima     |
| 81   | 5.723       | Huaguruncho     | Cordillera Huaguruncho   | 10° 31′ 51″ S, 75° 55′ 52″ O / 10.53083°S,75.93111°O | Departamento de Pasco    |
| 82   | 5.723       | Palomani Grande | Cordillera de Apolobamba | 14° 43′ 01″ S, 69° 14′ 29″ O / 14.71694°S,69.24139°O | Departamento de Puno     |
| 83   | 5.722       | Uruashraju      | Cordillera Blanca        | 09° 34′ 46″ S, 77° 18′ 30″ O / 9.57944°S,77.30833°O  | Departamento de Ancash   |
| 84   | 5.721       | Cayesh          | Cordillera Blanca        | 09° 26′ 21″ S, 77° 17′ 59″ O / 9.43917°S,77.29972°O  | Departamento de Ancash   |
| 85   | 5.716       | Cashan          | Cordillera Blanca        | 09° 33′ 05″ S, 77° 20′ 58″ O / 9.55139°S,77.34944°O  | Departamento de Ancash   |
| 86   | 5.706       | Santa Rosa      | Cordillera Raura         | 10° 29′ 08″ S, 76° 43′ 23″ O / 10.48556°S,76.72306°O | Departamento de Huánuco  |
| 87   | 5.700       | Allin Japac     | Cordillera Carabaya      | 13° 53′ 45″ S, 70° 25′ 01″ O / 13.89583°S,70.41694°O | Departamento de Puno     |
| 88   | 5.700       | Antachaire      | Cordillera Central       | 11° 54′ 08″ S, 76° 02′ 38″ O / 11.90222°S,76.04389°O | Departamento de Lima     |
| 89   | 5.700       | Jatunccampa     | Cordillera de Vilcanota  | 13° 43′ 33″ S, 71° 07′ 34″ O / 13.72583°S,71.12611°O | Departamento de Cusco    |
| 90   | 5.696       | Rurec           | Cordillera Blanca        | 09° 32′ 25″ S, 77° 18′ 34″ O / 9.54028°S,77.30944°O  | Departamento de Ancash   |
| 91   | 5.688       | Murrorajo       | Cordillera Blanca        | 09° 48′ 27″ S, 77° 14′ 38″ O / 9.80750°S,77.24389°O  | Departamento de Ancash   |
| 92   | 5.686       | Vallunaraju     | Cordillera Blanca        | 09° 25′ 20″ S, 77° 27′ 23″ O / 9.42222°S,77.45639°O  | Departamento de Ancash   |
| 93   | 5.685       | Yarupa          | Cordillera Raura         | 10° 28′ 09″ S, 76° 46′ 23″ O / 10.46917°S,76.77306°O | Departamento de Huánuco  |
| 94   | 5.682       | Caullaraju      | Cordillera Blanca        | 09° 57′ 33″ S, 77° 13′ 59″ O / 9.95917°S,77.23306°O  | Departamento de Ancash   |
| 95   | 5.682       | Verónica        | Cordillera Urubamba      | 13° 09′ 51″ S, 72° 19′ 33″ O / 13.16417°S,72.32583°O | Departamento de Cusco    |
| 96   | 5.674       | Jurau           | Cordillera Huayhuash     | 10° 19′ 30″ S, 76° 52′ 25″ O / 10.32500°S,76.87361°O | Departamento de Huánuco  |
| 97   | 5.672       | Ubinas          | Cordillera Volcánica     | 16° 21′ 04″ S, 70° 54′ 07″ O / 16.35111°S,70.90194°O | Departamento de Moquegua |
| 98   | 5.664       | Pichu Pichu     | Cordillera Volcánica     | 16° 26′ 48″ S, 71° 14′ 22″ O / 16.44667°S,71.23944°O | Departamento de Arequipa |
| 99   | 5.658       | Collquepucro    | Cordillera Central       | 11° 58′ 27″ S, 76° 01′ 22″ O / 11.97417°S,76.02278°O | Departamento de Lima     |
| 100  | 5.657       | Tayapampa       | Cordillera Blanca        | 08° 51′ 14″ S, 77° 39′ 26″ O / 8.85389°S,77.65722°O  | Departamento de Ancash   |
| 101  | 5.655       | Chila           | Cordillera Chila         | 15° 24′ 24″ S, 72° 09′ 59″ O / 15.40667°S,72.16639°O | Departamento de Arequipa |